# Philoliche angolensis
Philoliche angolensis är en tvåvingeart som beskrevs av Travassos Dias och Mirian A. Da Silva Serrano 1967. Philoliche angolensis ingår i släktet Philoliche och familjen bromsar.
Artens utbredningsområde är Angola. Inga underarter finns listade i Catalogue of Life.